# Sartana – noch warm und schon Sand drauf
Sartana – noch warm und schon Sand drauf (Originaltitel: Buon funerale amigos… paga Sartana) ist ein Italowestern, der unter der Regie von Giuliano Carnimeo 1970 entstand. Der mit Gianni Garko in der Titelrolle des schwarz gekleideten Titelhelden Sartana besetzte Film wurde am 4. Juni 1971 im deutschsprachigen Raum erstmals aufgeführt.

## Handlung
Pistolenheld Sartana wurde Zeuge der Ermordung des Goldsuchers Benson und reitet nach Indian Creek, um den Verantwortlichen zu finden. Er trifft dort auf die Nichte des Ermordeten, Jasmine, der er das Erbe übergibt und deren Vertrauen er gewinnen kann. Er überzeugt sie, das geerbte Land nicht zu verkaufen. Bankier Hoffman möchte um jeden Preis Besitzer des Erbes werden, da er dort beträchtliche Goldfunde vermutet. Er versucht, Sartana aus dem Weg zu räumen, wie er es schon mit Benson getan hatte.
Als der Mordanschlag misslingt, lässt Hoffman Jasmine entführen, die durch Sartanas Tricks und Gewitztheit bald befreit werden kann. Sartana überredet den Chinesen Tse Tung, an Jasmine 100.000 US-Dollar zu zahlen. Tse Tungs Suche nach Gold bleibt aber erfolglos. Mittlerweile ist Jasmine, die um die Geschäfte ihres Onkels – den Verkauf wertlosen Landes mit angeblichen Goldvorräten – schon immer wusste, verschwunden, wird aber von Sartana aufgespürt, der sie auch austrickst und mit nur 10.000 Dollar zurücklässt.

## Kritik
Die Segnalazione Cinematografiche bescheinigte dem Film, der versuche, das Genre mit Einfällen neu zu beleben, eine ordentliche Inszenierung, hielt ihn aber nicht für originell. Christian Keßler bemerkt zur deutschen Fassung, Synchronchef Rainer Brandt erreiche mit seiner Bearbeitung aus diesem hübschen, komisch gemeinten Film durch wilde Plappereien so etwas wie Zuckersoße auf dem leckeren Schweinebraten. Das Lexikon des internationalen Films bemängelte grundsätzlicher: „Gewalttätiger Italowestern, dessen parodistische Ansätze wie ein Alibi wirken.“ Bert Markus befand in der zeitgenössischen Filmecho/Filmwoche allerdings, der Film mache in der bekannten Serienfertigung eine gute Figur.

## Bemerkungen
Gianni Garko spielte die Serienfigur Sartana zum wiederholten Male; es ist der vierte und letzte echte Sartana-Film.

## Hörspiel
Im Jahr 2017 erschien ein gleichnamiges Hörspiel unter der Regie von Leonhard Koppelmann, basierend auf dem Synchronbuch von Rainer Brandt. Sartana wurde hierbei gesprochen von Bela B, in weiteren Rollen sind u. a. Oliver Rohrbeck und Peta Devlin zu hören.